# مدرسة يوم اليهودية

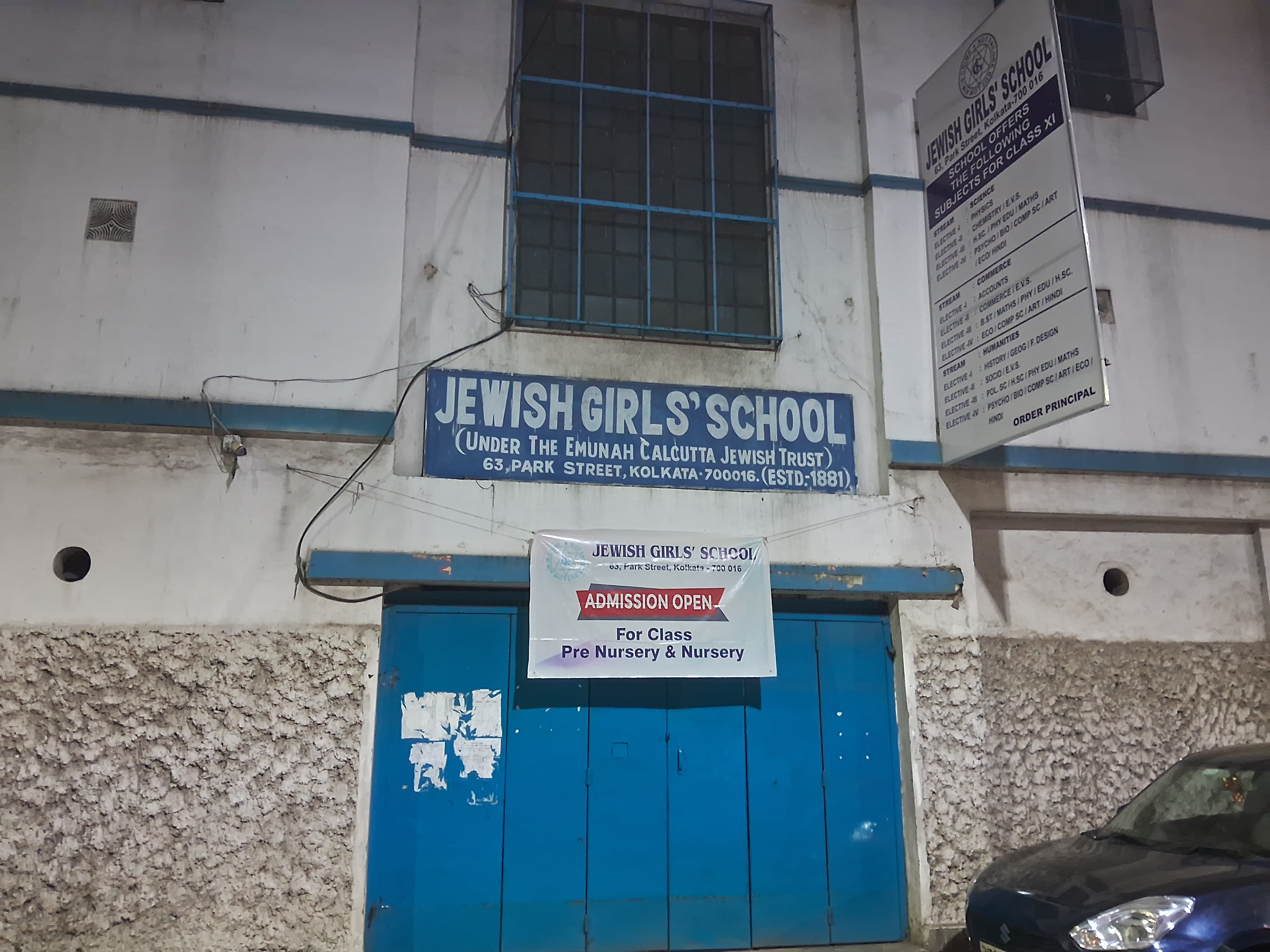
مدرسة يهودية للبنات

مدرسة يوم اليهودية (بالإنجليزية: Jewish day school) هي مؤسسة تعليمية يهودية حديثة تم تصميمها لتزويد الأطفال من أبوين يهوديين بتعاليم يهودية والتعليم العلماني في مدرسة واحدة على أساس التفرغ. يستخدم مصطلح «المدرسة اليوم» للتمييز المدارس تدرس خلال النهار من هم في حكمه العلمانية أو الدينية «مدرسة داخلية» حيث يعيش الطلاب بدوام كامل وكذلك دراسة. جوهر المكون «اليهودي» تختلف من مدرسة إلى أخرى، ومجتمع إلى آخر، وعادة ما تعتمد على الطوائف اليهودية من مؤسسي المدارس. بينما قد يؤكد بعض المدارس اليهودية والتوراة دراسة البعض الآخر قد تركز أكثر على التاريخ اليهودي واللغة العبرية، اللغة اليديشية والثقافة اليهودية العلمانية، والصهيونية.

## تاريخ تأسيسها
وقد أسست مدارس يوم اليهود بأعداد كبيرة بعد الحرب العالمية الثانية في الولايات المتحدة ودول غربية أخرى مثل كندا وانجلترا وجنوب أفريقيا وأستراليا، وأمريكا الجنوبية. لكن في الولايات المتحدة يزداد نفورهم، وتراجع، من تدريس التلمود Torahs من الطراز القديم والاستياء من المدارس العامة إلى الضغط من أجل تشكيل بدوام كامل طوال اليوم مدارس ثنائية المناهج الدراسية، أو كما وصفها في بعض الأحيان «مدارس لليهود».

## وصلات خارجية
- Partnership for Excellence in Jewish Education
- The Lookstein Center for Jewish Education
- RAVSAK

قالب:Jewish education
قالب:Organized Jewish Life in the United States